# Baeksang Arts Awards de 2018
A 54ª cerimônia anual do Baeksang Arts Awards foi realizada no dia 3 de maio de 2018. A emissora por assinatura JTBC transmitiu o evento ocorrido no COEX Convention & Exhibition Center em Seul.
O filme A Taxi Driver recebeu o maior número de indicações. As maiores honras da noite, o Grande Prêmio (Daesang), foram entregues ao título 1987: When the Day Comes na categoria cinema e ao ator Cho Seung-woo, que estrelou a série Stranger, na categoria televisão.

## Vencedores e indicados
Lista completa de indicados e vencedores (este último indicado em negrito).

### Cinema
| Grande Prêmio | Grande Prêmio |
| --- | --- |
| 1987: When the Day Comes - A Taxi Driver - Kim Yoon-seok – 1987: When the Day Comes, The Fortress - Song Kang-ho – A Taxi Driver                                                      | |
| Melhor Filme | Melhor Diretor |
| - The Fortress - 1987: When the Day Comes - Anarchist from Colony - Along with the Gods: The Two Worlds - A Taxi Driver                                                               | - Kim Yong-hwa – Along with the Gods: The Two Worlds - Yang Woo-suk – Steel Rain - Jang Joon-hwan – 1987: When the Day Comes - Jang Hoon – A Taxi Driver - Hwang Dong-hyuk – The Fortress |
| Melhor Ator | Melhor Atriz |
| - Kim Yoon-seok – 1987: When the Day Comes - Ma Dong-seok – The Outlaws - Sol Kyung-gu – The Merciless - Song Kang-ho – A Taxi Driver - Jung Woo-sung – Steel Rain                    | - Na Moon-hee – I Can Speak - Kim Ok-bin – The Villainess - Kim Tae-ri – Little Forest - Son Ye-jin – Be with You - Choi Hee-seo – Anarchist from Colony                                  |
| Melhor Ator Coadjuvante | Melhor Atriz Coadjuvante |
| - Park Hee-soon – 1987: When the Day Comes - Kim Dong-wook – Along with the Gods: The Two Worlds - Kim Hee-won – The Merciless - Jo Woo-jin – Steel Rain - Jin Seon-kyu – The Outlaws | - Lee Soo-kyung – Heart Blackened - Yum Hye-ran – I Can Speak - Esom – Warriors of the Dawn - Lee Ha-nui – Heart Blackened - Jeon Hye-jin – The Merciless                                 |
| Melhor Ator Revelação | Melhor Atriz Revelação |
| - Koo Kyo-hwan – Jane - Kim Sung-kyu – The Outlaws - Kim Jun-han – Anarchist from Colony - Lee Ga-sub – The Seeds of Violence - Heo Sung-tae – The Outlaws                            | - Choi Hee-seo – Anarchist from Colony - Nana – The Swindlers - Lee Soo-kyung – Yongsoon - Lee Joo-young – Jane - Jin Ki-joo – Little Forest                                              |
| Melhor Diretor Revelação | Melhor Roteiro |
| - Kang Yoon-sung – The Outlaws - Moon So-ri – The Running Actress - Shin Joon – Yongsoon - Cho Hyun-hoon – Jane - Jeon Go-woon – Microhabitat                                         | - Kim Kyung-chan – 1987: When the Day Comes - Kang Yoon-sung – The Outlaws - Eom Yu-na – A Taxi Driver - Yang Woo-suk, Jung Ha-yong – Steel Rain - Hwang Seong-gu – Anarchist from Colony |
| Prêmio Técnico | |
| - Jin Jong-hyun – Along with the Gods: The Two Worlds | |

### Filmes com múltiplas indicações
| Indicações | Filme                               |
| ---------- | ----------------------------------- |
| 8          | Taxi Driver                         |
| 7          | 1987: When the Day Comes            |
| 7          | Anarchist from Colony               |
| 7          | The Outlaws                         |
| 5          | Along with the Gods: The Two Worlds |
| 5          | The Merciless                       |
| 5          | Steel Rain                          |
| 4          | The Fortress                        |
| 3          | Be With You                         |
| 3          | Heart Blackened                     |
| 3          | I Can Speak                         |
| 3          | Jane                                |
| 3          | Little Forest                       |
| 2          | Yongsoon                            |
| 2          | The Villainess                      |
| 2          | Warriors of the Dawn                |

### Filmes com múltiplos prêmios
| Prêmios | Filme                               |
| ------- | ----------------------------------- |
| 4       | 1987: When the Day Comes            |
| 2       | Along with the Gods: The Two Worlds |

### Televisão
| Grande Prêmio | Melhor Drama |
| --- | --- |
| - Cho Seung-woo – Stranger | - Mother (tvN) - Misty (JTBC) - Stranger (tvN) - Fight for My Way (KBS2) - My Golden Life (KBS2)                                                                |
| Melhor Programa Educacional | Melhor Programa de Entretenimento |
| - Dance Sports Girls (KBS) - The Its Know - I Am a Natural Person - Pilgrimage - There Are No Bad Dogs in the World | - Hyori's Homestay (JTBC) - I Live Alone (MBC) - City Fishermen (Channel A) - Welcome, First Time in Korea? (MBC Every 1) - Youn's Kitchen 2 (tvN)              |
| Melhor Diretor | Melhor Roteiro |
| - Kim Yoon-chul – The Lady in Dignity - Kim Cheol-kyu – Mother - Mo Wan-il – Misty - Shin Won-ho – Prison Playbook - Ahn Gil-ho – Stranger                                                                                | - Lee Soo-yeon – Stranger - Baek Mi-kyung – The Lady in Dignity - Im Sang-choon – Fight for My Way - Jung Bo-hoon – Prison Playbook - Jang Seo-kyung – Mother   |
| Melhor Ator | Melhor Atriz |
| - Cho Seung-woo – Stranger - Kim Sang-joong – The Rebel - Park Seo-joon – Fight for My Way - Jang Hyuk – Money Flower - Chun Ho-jin – My Golden Life                                                                      | - Kim Nam-joo – Misty - Kim Sun-a – The Lady in Dignity - Kim Hee-sun – The Lady in Dignity - Shin Hye-sun – My Golden Life - Lee Bo-young – Mother             |
| Melhor Ator Coadjuvante | Melhor Atriz Coadjuvante |
| - Park Ho-san – Prison Playbook - Bong Tae-gyu – Return - Ahn Jae-hong – Fight for My Way - Yoo Jae-myung – Stranger - Jung Sang-hoon – The Lady in Dignity                                                               | - Ye Ji-won – Should We Kiss First? - Na Young-hee – My Golden Life - Ra Mi-ran – Avengers Social Club - Song Ha-yoon – Fight for My Way - Jeon Hye-jin – Misty |
| Melhor Ator Revelação | Melhor Atriz Revelação |
| - Yang Se-jong – Temperature of Love - Kim Jung-hyun – School 2017 - Park Hae-soo – Prison Playbook - Woo Do-hwan – Save Me - Lee Kyu-hyung – Stranger                                                                    | - Heo Yool – Mother - Kim Da-som – Band of Sisters - Kim Se-jeong – School 2017 - Seo Eun-soo – My Golden Life - Won Jin-ah – Rain or Shine                     |
| Melhor Artista de Variedades – Masculino | Melhor Artista de Variedades – Feminino |
| - Seo Jang-hoon – Knowing Bros, Same Bed, Different Dreams 2 - Kwon Hyuk-soo – Saturday Night Live Korea - Yoo Byung-jae – Creaking Heroes - Lee Sang-min – My Little Old Boy, Knowing Bros - Jun Hyun-moo – I Live Alone | - Song Eun-i – Omniscient Interfering View - Kang Yu-mi – Gag Concert - Kim Sook – Video Star - Park Na-rae – I Live Alone - Lee Soo-ji – Gag Concert           |
| Prêmio Técnico | |
| - Choi Sung-woo – Journey on Foot | |

### Outros prêmios
Referente as categorias de cinema e televisão em conjunto.
| Ator Mais Popular | Atriz Mais Popular | Prêmio Ícone Bazaar |
| --- | --- | ------------------- |
| Jung Hae-in – Prison Playbook - Ha Jung-woo – Along with the Gods: The Two Worlds - Jo Jung-suk – Two Cops - Kim Yoon-seok – 1987: When the Day Comes - Jang Hyuk – Money Flower - Jang Ki-yong – Confession Couple - Jung Woo-sung – Steel Rain - Lee Byung-hun – The Fortress - Lee Je-hoon – Anarchist from Colony - Lee Jong-suk – While You Were Sleeping - Lee Seung-gi – A Korean Odyssey - Park Hae-soo – Prison Playbook - Park Seo-joon – Fight for My Way - Ryu Jun-yeol – A Taxi Driver - So Ji-sub – Be with You - Sol Kyung-gu – The Merciless - Song Kang-ho – A Taxi Driver - Woo Do-hwan – Save Me - Yang Se-jong – Temperature of Love - Yeo Jin-goo – Warriors of the Dawn - Yoo Seung-ho – The Emperor: Owner of the Mask - Yoon Kye-sang – The Outlaws | Bae Suzy – While You Were Sleeping - Choi Hee-seo – Anarchist from Colony - Jeon Hye-jin – The Merciless - Jung Ryeo-won – Witch at Court - Jung So-min – Because This is My First Life - Jung Yu-mi – Psychokinesis - Kang So-ra – Revolutionary Love - Kim Ji-won – Fight for My Way - Kim Hee-sun – The Lady in Dignity - Kim Nam-joo – Misty - Kim Ok-bin – The Villainess - Kim So-hyun – The Emperor: Owner of the Mask - Kim Su-an – Along with the Gods: The Two Worlds - Kim Sun-a – The Lady in Dignity - Kim Tae-ri – Little Forest - Lee Bo-young – Mother - Oh Yeon-seo – A Korean Odyssey - Na Moon-hee – I Can Speak - Park Shin-hye – Heart Blackened - Shin Hye-sun – My Golden Life - Shin Se-kyung – Black Knight: The Man Who Guards Me - Son Ye-jin – Be with You | Nana                |

### Programas com múltiplas indicações
| Indicações | Programa de Televisão   |
| ---------- | ----------------------- |
| 7          | Stranger                |
| 7          | Fight for My Way        |
| 7          | The Lady in Dignity     |
| 6          | Mother                  |
| 6          | My Golden Life          |
| 6          | Prison Playbook         |
| 5          | Misty                   |
| 3          | Live Alone              |
| 2          | A Korean Odyssey        |
| 2          | Gag Concert             |
| 2          | Money Flower            |
| 2          | School 2017             |
| 2          | Temperature of Love     |
| 2          | Save Me                 |
| 2          | While You Were Sleeping |

### Programas com múltiplos prêmios
| Prêmios | Programas de Televisão |
| ------- | ---------------------- |
| 3       | Stranger               |
| 2       | Mother                 |
| 2       | Prison Playbook        |